# Saint-Avit-de-Soulège
Saint-Avit-de-Soulège è un comune francese di 79 abitanti situato nel dipartimento della Gironda nella regione della Nuova Aquitania.

## Società

### Evoluzione demografica
Abitanti censiti